# Błonie (stad)
Błonie is een stad in het Poolse woiwodschap Mazovië, gelegen in de powiat Warszawski Zachodni, 25 km ten westen van Warschau. De oppervlakte bedraagt 9,12 km², het inwonertal 12.191 (2005).
Op 2 mei 1338 werd Błonie erkend volgens het Maagdenburgs recht (een vorm van stadsrecht).
In de zestiende eeuw, het centrum van bierbrouwen en schoenmaken. Een route die Warschau en Dresden verbond liep door de stad en de Poolse koningen Augustus II van Polen, bijgenaamd de Sterke en Augustus III van Polen, die beiden ook keurvorst van Saksen waren, namen vaak deze route.
De stad werd verwoest tijdens de Zweedse oorlogen, ook Grote Noordse Oorlog genaamd. In 1794, tijdens de opstand van Kościuszko, vond een slag plaats in de buurt van de stad. De slag was een Poolse overwinning op de Pruisen. In 1795 bezetting van de stad door Pruisen.
In de jaren 1807-1815 behoorde Błonie tot het hertogdom Warschau en vervolgens tot het Koninkrijk Polen in personele unie met tsaristisch Rusland.
De ontwikkeling van de stad in de negentiende eeuw  is traag, aan het begin van de eeuw heeft het 789 inwoners. Na 1830 neemt de bevolking toe; immigratie uit Pruisen vindt plaats.
In september 1939 worden 50 burgers door leden van de SS vermoord. Tijdens de bezetting werd een krijgsgevangenenkamp opgericht dat later in een kamp voor dwangarbeid omgevormd werd. 
Tijdens de Duitse bezetting tijdens de Tweede Wereldoorlog was er een Joods getto waarin ongeveer 3.000 Joden verbleven.
Het aantal inwoners in de afgelopen 5 jaar in Błonie is licht gedaald: van 12.327 in 2018 naar 12.479 in 2014.